# Schizotricha crassa
Schizotricha crassa är en nässeldjursart som beskrevs av Peña-Cantero och Vervoort 2004. Schizotricha crassa ingår i släktet Schizotricha och familjen Halopterididae.
Artens utbredningsområde är Södra Ishavet. Inga underarter finns listade i Catalogue of Life.